# Glanage
Ne doit pas être confondu avec la maraude et le comportement alimentaire de glanage (en) (capture de proies posées sur un substrat).

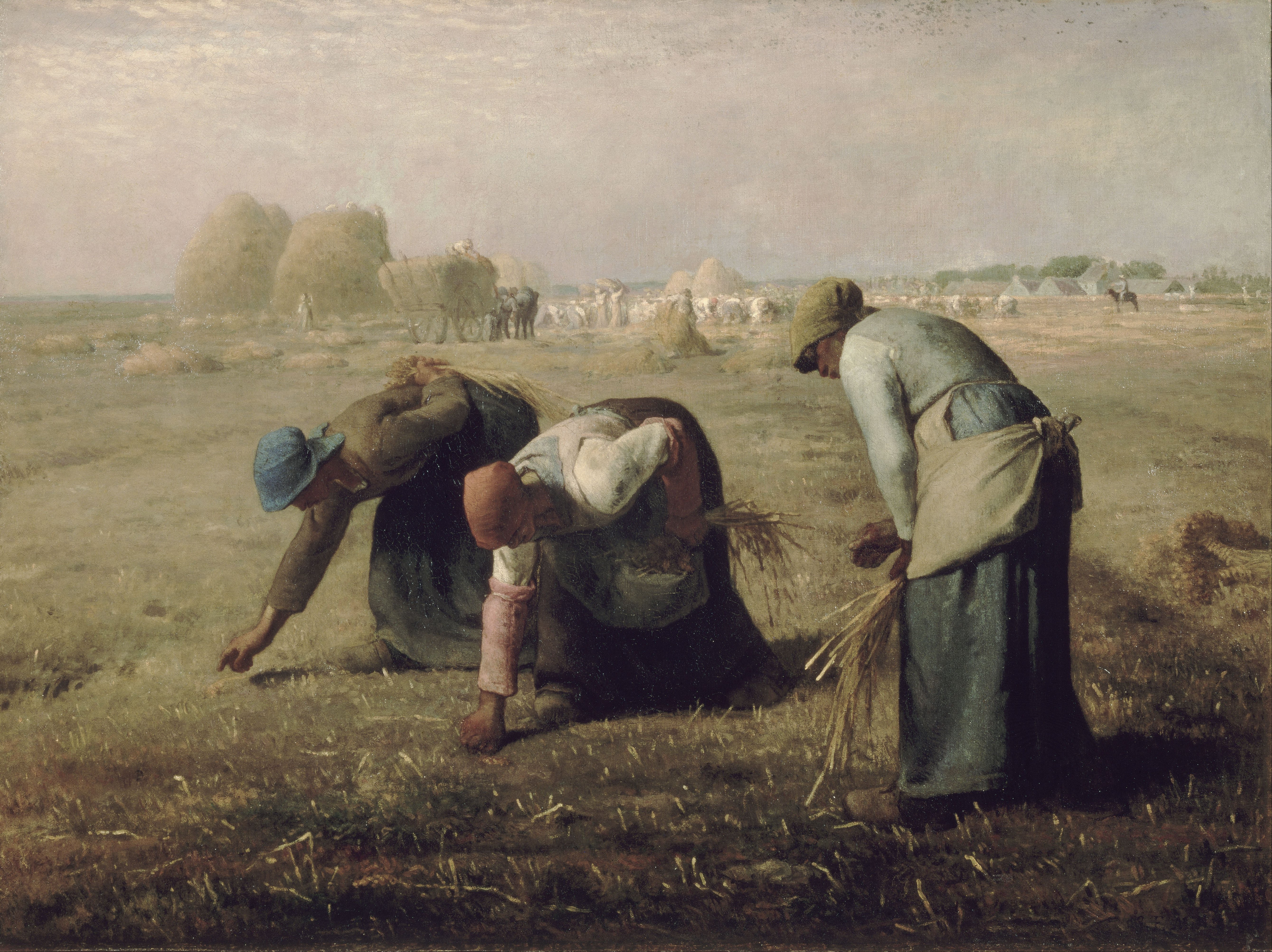
Des glaneuses de Jean-François Millet.

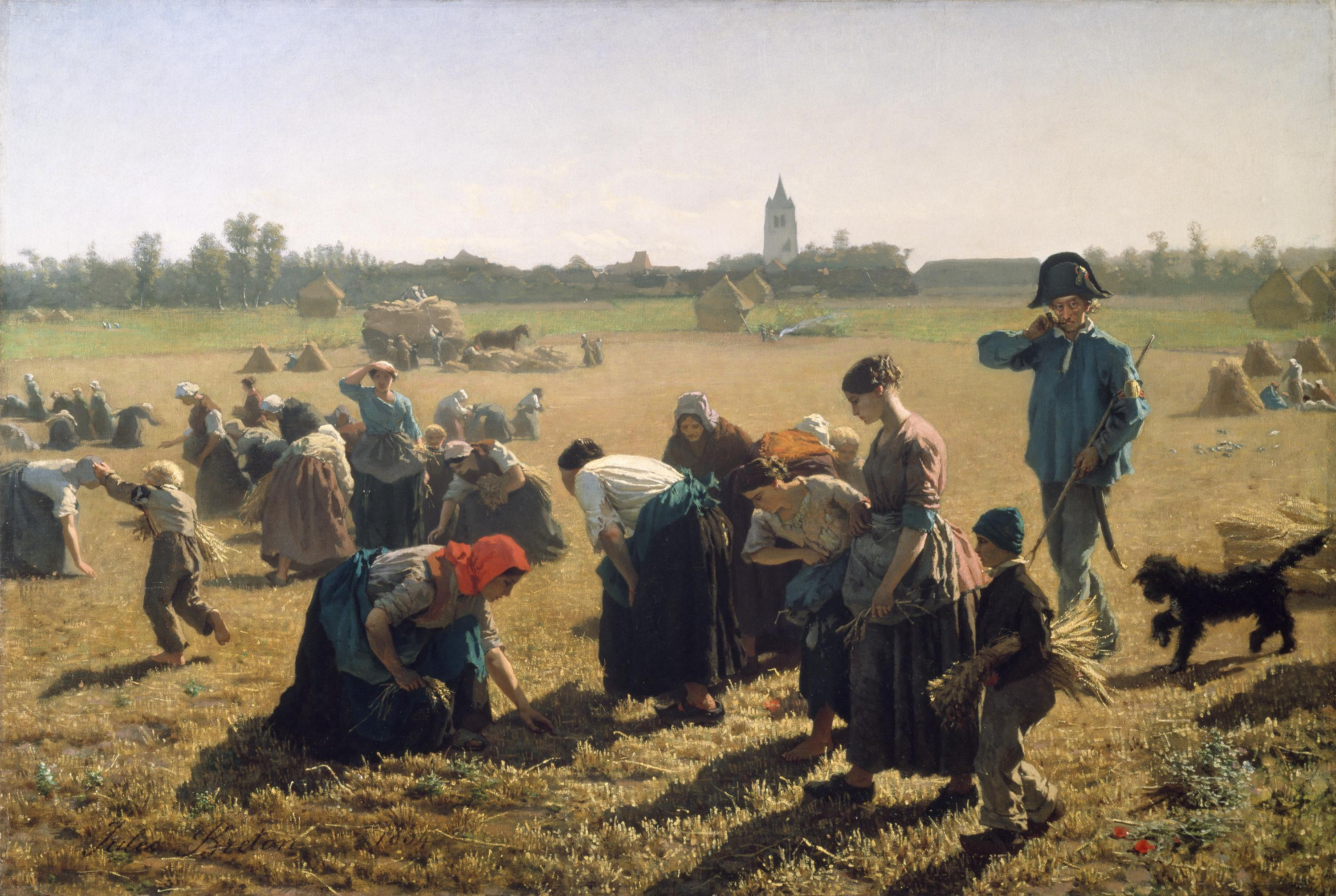
Jules Adolphe Aimé Louis Breton, Les Glaneurs, 1854. National Gallery of Ireland.

Le glanage est un droit d'usage sur la production agricole, existant notamment en France, sous différentes formes depuis le Moyen Âge.
Après la moisson, le ramassage de la paille et des grains tombés au sol est autorisé.
On distingue le glanage, qui concerne ce qui reste à même le sol, du grappillage qui concerne ce qui reste sur les arbres ou les ceps après la cueillette. On glane donc des pommes de terre, des céréales, on grappille les raisins, les pommes, les fruits en général.
On distingue le glanage légal du glanage illicite, appelé la maraude ou maraudage, qui est le délit de dérober des fruits, récoltes, légumes quand ils ne sont pas encore détachés du sol.
La mécanisation des campagnes, la spéculation foncière, le poids de la grande distribution dans les habitudes d'alimentation ont conduit à déserter ces démarches solidaires entre propriétaires/exploitants et précaires qui « font société ».
Dans le monde moderne, le glanage est pratiqué aussi par des groupes humanitaires qui distribuent la nourriture glanée aux pauvres et affamés. Dans un contexte moderne, cela peut inclure la collecte de nourriture des supermarchés à la fin de la journée qui serait autrement jetée. Il existe un certain nombre d'organisations qui pratiquent le glanage pour résoudre les problèmes de la faim sociétale : la Society of St. Andrew structurée en plusieurs programmes innovants et rentables, tels que le Potato Project (Projet Pomme de terre), le Gleaning Network (Réseau de glanage), la Harvest of Hope (Récolte de l'espoir) et le the Seed Potato Project (Projet Semence de pomme de terre).

## Histoire

### Dans la Bible
Le droit de glaner est un deuxième aspect de la Loi mosaïque qui montre que Dieu se soucie du bien-être de ses serviteurs. En Israël, lorsqu’un cultivateur récoltait les produits de son champ, il devait, selon la loi de Dieu, permettre aux pauvres de ramasser ce que les moissonneurs avaient laissé derrière eux. Il ne devait pas moissonner complètement la lisière de son champ ou ramasser les raisins ou les olives qui restaient. Les gerbes de blé oubliées par inadvertance ne devaient pas être ramassées. C’était une disposition pleine d’amour en faveur des pauvres, des résidents étrangers, des orphelins et des veuves. Il est vrai que le glanage réclamait bien des efforts de leur part, mais au moins, ils n’avaient pas à mendier. — Lévitique 19:9, 10 ; Deutéronome 24:19-22 ; Psaume 37:25.
Lévitique (19, 9 et 10) :

« Tu ne glaneras pas ta moisson. Tu ne grappilleras pas ta vigne. Tu les abandonneras au pauvre et à l’étranger. »

Deutéronome (24:19-22) : 

« Lorsque tu feras la moisson dans ton champ, si tu oublies une gerbe, ne reviens pas la chercher. Elle sera pour l’étranger, l’orphelin et la veuve. »

La loi relative au glanage ne précisait pas quelle quantité les cultivateurs devaient laisser aux pauvres. Il leur appartenait de définir quelle largeur de terrain ils ne moissonneraient pas à la lisière de leur champ. C’était là un moyen de leur enseigner la générosité. Cette loi leur offrait l’occasion de manifester leur reconnaissance au Garant de la moisson, car celui qui témoigne de la faveur au pauvre glorifie son Auteur (Proverbes 14:31) .Boaz est en cela un exemple remarquable. Avec bonté, il a veillé à ce que Ruth, une veuve qui glanait dans ses champs, puisse ramasser une quantité suffisante de blé. Jéhovah a amplement récompensé sa générosité. — Ruth 2:15, 16 ; 4:21, 22 ; Proverbes 19:17.

### En France

#### Renaissance
Au cours du XVIIIe siècle, avec la réaction seigneuriale, les conditions d’exercice se durcissent :
- le glanage n'est autorisé qu'après que les gerbes du seigneur et/ou celles de la dîme, ont été enlevées ;
- le glanage est interdit tant que des gerbes se trouvent encore à terre ;
- le glanage des chaumes (utiles comme fourrage, litière, couverture des toits) est interdit avant septembre.

À certains endroits, le seigneur veut même interdire le glanage, ce qui provoque émeutes et résistances diverses.
Un édit d’Henri II du 2 novembre 1554 serait toujours en vigueur sur le territoire français et reconnaît le droit de glanage en l’assortissant de conditions : « Combien que par les degrez de charité, l’homme ne puisse moins faire pour son prochain que de luy estre liberal de ce qui ne lui profite point et qui pourrait un peu profiter à autrui. » Le texte fait également obligation aux personnes valides, hommes ou femmes, de s’engager comme moissonneurs et leur interdit de glaner : « Ce que permettons, dit le texte, aux gens vieux, debilitez de membres, aux petits enfants ou aux autres personnes qui n’ont pouvoir ni force de scier. Les désobéissans et contrevenans à cette ordonnance, est-il écrit dans la conclusion, seront punis comme larrons. » Cette déclaration liminaire n'est d'ailleurs pas sans rappeler le Lévitique. 

#### XXesiècle
Le droit de glanage se voit quelquefois contrarié par des arrêtés municipaux, « antiglanage » ou « antimendicité », souvent d'ailleurs in fine annulés, comme dans la commune de Nogent-sur-Marne.
L'article R26 10 de l'ancien code pénal disposait que seront punis d'amende - [*sanction*] depuis 30 F jusqu'à 250 F [*taux résultant du décret 89-989 du 29 décembre 1989*] inclusivement : - Ceux qui, sans autre circonstance prévue par les lois, auront cueilli ou mangé, sur le lieu même, des fruits appartenant à autrui. A contrario, on peut donc en déduire que le glanage est autorisé, lorsque la « récolte normale » a été enlevée et uniquement du lever au coucher du soleil, y compris lorsque cette action implique de pénétrer sur une propriété privée. 
Cette loi est modifiée par le nouveau code pénal.[réf. nécessaire]

## Législation par pays

### France
Le glanage est autorisé selon certaines conditions :
Le nouveau code pénal vise cette activité sous l'incrimination générale de destruction, dégradation et détérioration dont il n'est résulté qu'un dommage léger (article R. 635-1). Dans un arrêt du 17 septembre 1997 (Bull. Crim., no 301 ; JCP G 1997, IV, 2297), la chambre criminelle de la Cour de cassation a précisé que l'article R. 635-1 du code pénal englobe plusieurs anciens textes de vols contraventionnels, notamment l'ancien article R 26 relatif au glanage « Ainsi grâce à cette jurisprudence le glanage et la grappillage existent toujours...et ne sont pas assimilés à du vol même si le droit de propriété s'efface... devant l'urgence d'accéder à une alimentation saine, variée et de proximité...»  Cette action suppose plusieurs conditions : Tout d'abord, elle doit se dérouler après le lever du soleil et avant son coucher, donc durant la journée ; il faut que la récolte soit terminée et enlevée car l'agriculture ne doit pas en pâtir ; Cette pratique est interdite dans les terrains entourés d'une clôture. Le droit de glanage sur le terrain d'autrui ne peut s'exercer qu'avec la main, sans l'aide d'aucun outil en application de l'édit du 2 novembre 1554, toujours en vigueur à cette date[réf. nécessaire], etc.

### Belgique
Le glanage est autorisé selon certaines conditions :
Selon l'article 11 du Code rural du 7 octobre 1886, "Le glanage et le râtelage, dans les lieux où l'usage en est reçu, ne peuvent être pratiqués que par les vieillards, les infirmes, les femmes et les enfants âgés de moins de douze ans et seulement sur le territoire de leur commune, dans les champs non clos, entièrement dépouillés et vidés de leurs récoltes, et à partir du lever jusqu'au coucher du soleil." .

## Glanage urbain
Le glanage urbain, ou déchétarisme, est une pratique qui commence à se répandre dans les pays occidentaux. Elle se développe dans notre société où la notion d’anti-gaspillage est de plus en plus présente, et où de nombreux foyers sont dans la précarité.
Le glanage urbain consiste à ''faire les poubelles'' des grandes surfaces, à récupérer les produits jetés par les producteurs alimentaires, ou encore à ramasser les invendus des marchés. Pratiquée de longue date par les S.D.F., il se développe aujourd’hui auprès de consommateurs écoresponsables, cherchant à stopper le gaspillage. Le but est de faire des économies sur les denrées alimentaires, tout en sensibilisant les consommateurs, producteurs et distributeurs au gaspillage opéré dans nos sociétés occidentales. Les denrées récupérées ne sont pas impropres à la consommation. Les glaneurs urbains choisissent des produits simplement abîmés, ou à l’allure peu engageante. Pour les produits emballés, le tri se fait en tenant compte des dates limites de consommation. Retraités, étudiants, demandeurs d’emploi, chefs de famille, les glaneurs sont d'origines très diverses, mais la solidarité est de mise : une partie des produits glanés sont distribués à des associations alimentaires, ou à des sans-abris. 

## Le glanage dans les arts

### En peinture

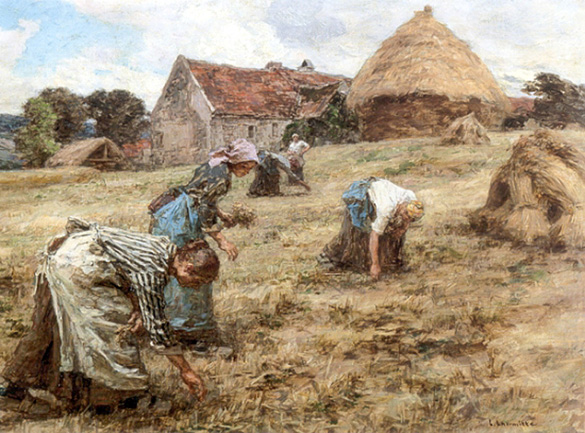
Léon Augustin Lhermitte, Les Glaneuses, 1898.

Plusieurs toiles représentent le glanage et plus particulièrement des glaneuses à la fin du XIXe siècle :
- Des glaneuses (1857) de Jean-François Millet (1818-1875).
- Le rappel des glaneuses (1859) et La glaneuse (1877) de Jules Breton (1827-1906).
- Les glaneuses fuyant l'orage d'Edmond Hédouin (1820-1889).
- Deux tableaux Les glaneuses (1887 et 1920) de Léon Lhermitte (1855-1925).

### Documentaire
- Les Glaneurs et la Glaneuse : documentaire d'Agnès Varda